# Sebja el Melah (El Menia)
Sebja el Melah (en árabe: سبخة المالح‎, romanizado: Sebkha el Melah, también transcrito Sebkhel el Melah) es un lago salado endorreico en la provincia de El Menia, en el centro de Argelia.

## Geografía
El lago salado de Sebkha el Melah está formado por dos cuerpos de agua, el superior, de forma de estanque, con un grado moderado de salinidad y una flora y fauna biodiversas, y el inferior, una sebja o lago salado, con mayor salinidad, márgenes cubiertos de sal y muy poca vegetación.

## Ecología
La Sebja el Melah está sido designado como sitio Ramsar desde 2004. La superficie del sitio Ramsar es de 18,9 hectáreas, los suelos de la cuenca sur son salinos y la vegetación escasa. En tierra hay rodales de tamariscos y varias especies de plantas productoras de semillas. Alrededor se realizan algunas actividades agrícolas, como el cultivo de palmeras datileras. En la cuenca norte se encuentran varias especies de reptiles y anfibios, así como crustáceos, peces y pequeños mamíferos. El sitio es de importancia internacional debido a las aves acuáticas que se reproducen y crían aquí. Los lagos son particularmente productivos debido a las altas temperaturas que experimentan; más del 1% de las poblaciones mundiales de pato canelo (Tadorna ferruginea) y de pato pardo (Aythya nyroca) se reproducen en Sebkha el Melah. 